# Coupe d'Europe hivernale des lancers 2011
Navigation
Édition précédente Édition suivante
La 11e édition de la Coupe d'Europe hivernale des lancers se déroule les 19 et 20 mars 2011 à Sofia en Bulgarie. La compétition est organisée sous l'égide de l'Association européenne d'athlétisme conjointement à la fédération bulgare d'athlétisme.

## Faits marquants
Le Letton Zigismunds Sirmais remporte le concours du lancer du javelot en établissant un nouveau record du monde junior de la discipline avec 84,47 m.

## Résultats

### Séniors hommes
| Épreuves          | Or                               | Argent                       | Bronze                    |
| Lancer du poids   | Hamza Alic 20,21 m               | Marco Fortes 20,18 m         | Soslan Tsirikov 19,45 m   |
| Lancer du disque  | Ercüment Olgundeniz 63,31 m      | Erik Cadée 62,15 m           | Sergiu Ursu 62,00 m       |
| Lancer du javelot | Zigismunds Sirmais 84,47 m (WJR) | Oleksandr Pyatnytsya 81,96 m | Valeriy Iordan 79,49 m    |
| Lancer du marteau | Krisztián Pars 79,84 m           | Yury Shayunou 77,41 m        | Oleksiy Sokyrskyy 76,84 m |

### Séniors femmes
| Épreuves          | Or                       | Argent                    | Bronze                     |
| Lancer du poids   | Alena Kopets 17,71 m     | Jessica Cérival 17,52 m   | Chiara Rosa 17,39 m        |
| Lancer du disque  | Olesya Korotkova 60,20 m | Nicoleta Grasu 59,44 m    | Vera Ganeyeva 57,45 m      |
| Lancer du javelot | Hanna Hatsko 58,35 m     | Esther Eisenlauer 56,99 m | Ásdís Hjálmsdóttir 56,44 m |
| Lancer du marteau | Tatyana Lysenko 73,70 m  | Betty Heidler 72,71 m     | Zalina Marghieva 71,96 m   |

### Espoirs hommes
| Épreuves          | Or                         | Argent                   | Bronze                   |
| Lancer du poids   | Siarhei Bakhar 18,29 m     | Dmytro Savytskyy 18,27 m | Marin Premeru 18,01 m    |
| Lancer du disque  | Mykyta Nesterenko 59,71 m  | Brett Morse 59,50 m      | Marin Premeru 57,28 m    |
| Lancer du javelot | Fatih Avan 80,19 m (NR)    | Dmytro Kosynskyy 79,90 m | Dmitriy Tarabin 78,61 m  |
| Lancer du marteau | Siarhei Kalamoyets 72,94 m | Eivind Henriksen 72,37 m | Andriy Martynyuk 71,10 m |

### Espoirs femmes
| Épreuves          | Or                          | Argent                    | Bronze                       |
| Lancer du poids   | Anita Márton 17,72 m        | Yevgeniya Kolodko 17,65 m | Sophie Kleeberg 16,77 m      |
| Lancer du disque  | Yekaterina Strokova 55,56 m | Anita Márton 53,84 m      | Nastassia Kashtanava 53,80 m |
| Lancer du javelot | Vira Rebryk 57,95 m         | Liina Laasma 57,04 m      | Sanni Utriainen 53,73 m      |
| Lancer du marteau | Bianca Perie 67,38 m        | Sophie Hitchon 64,16 m    | Jessika Guehaseim 62,43 m    |

## Classement par équipes

### Séniors
| Place | Pays | Points |
| ----- | --- | ------ |
| 1     | Russie Soslan Tsirikov (poids) Bogdan Pishchalnikov (disque) Kirill Pischalniko (marteau) Valeriy Iordan (javelot)  | 4 353  |
| 2     | Ukraine Andriy Borodkin (poids) Oleksiy Semenov (disque) Oleksiy Sokyrskyy (marteau) Oleksandr Pyatnytsya (javelot) | 4 343  |
| 3     | Italie Marco Di Maggio (poids) Giovanni Faloci (disque) Nicola Vizzoni (marteau) Leonardo Gottardo (javelot)        | 4 069  |
| 4     | Espagne | 3 995  |
| 5     | Roumanie | 3 944  |
| 6     | Bulgarie | 3 610  |

| Place | Pays | Points |
| ----- | --- | ------ |
| 1     | Allemagne Josephine Terlecki (poids) Sabine Rumpf (disque) Betty Heidler (marteau) Esther Eisenlauer (javelot)        | 4 142  |
| 2     | Russie Oksana Chibisova (poids) Olesya Korotkova (disque) Tatyana Lysenko (marteau) Marina Maksimova (javelot)        | 4 079  |
| 3     | France Jessica Cérival (poids) Mélina Robert-Michon (disque) Stéphanie Falzon (marteau) Alexia Kogut Kubiak (javelot) | 4 029  |
| 4     | Ukraine | 4 027  |
| 5     | Italie | 3 902  |
| 6     | Biélorussie | 3 861  |
| 7     | Portugal | 3 747  |
| 8     | Roumanie | 3 693  |

### Espoirs
| Place | Pays | Points |
| ----- | --- | ------ |
| 1     | Ukraine Dmytro Savytskyy (poids) Mykyta Nesterenko (disque) Andriy Martynyuk (marteau) Dmytro Kosynskyy (javelot) | 4 201  |
| 2     | Russie Maksim Afonin (poids) Mikhail Dvornikov (disque) Aleksey Kochnev (marteau) Dmitriy Tarabin (javelot)       | 4 028  |
| 3     | Finlande Tomas Söderlund (poids) Ville Kivioja (disque) Kai Räsänen (marteau) Sampo Lehtola (javelot)             | 3 881  |
| 4     | Estonie | 3 678  |
| 5     | Italie | 3 645  |
| 6     | Roumanie | 3 556  |
| 7     | Bulgarie | 3 484  |

| Place | Pays | Points |
| ----- | --- | ------ |
| 1     | Hongrie Anita Márton (poids) Anita Márton (disque) Fruzsina Fertig (marteau) Vanda Juhász (javelot)                       | 3 838  |
| 2     | Ukraine Halyna Obleshchuk (poids) Viktoriya Klochko (disque) Hanna Skydan (marteau) Vira Rebryk (javelot)                 | 3 763  |
| 3     | Russie Yevgeniya Kolodko (poids) Yekaterina Strokova (disque) Yekaterina Ryabtseva (marteau) Alexsandra Spikina (javelot) | 3 735  |
| 4     | Biélorussie | 3 629  |
| 5     | Roumanie | 3 470  |
| 6     | Finlande | 3 425  |
| 7     | Turquie | 3 359  |
| 8     | Bulgarie | 3 104  |